# Fundamenta Informaticae
Fundamenta Informaticae (Roczniki Polskiego Towarzystwa Matematycznego Seria IV) – 5/rok wydawany przez Polskie Towarzystwo Matematyczne oraz IOS Press(Poland). Zostało założone przez prof. Helenę Rasiową oraz Andrzeja Salwickiego.